# Жуки (Островский район)
Жуки — деревня в Бережанской волости Островского района Псковской области.
Расположена на побережье реки Утроя, в 14 км к западу от центра города Остров.
Численность населения деревни по состоянию на 2000 год составляла 8 жителей.